# 弗里德里希王子 (黑森和莱茵)
弗里德里希王子，全名弗里德里希·威廉·奥古斯特·维克托·利奥波德·路德维希（德語：Friedrich Wilhelm August Victor Leopold Ludwig，1870年10月7日—1873年5月29日），是黑森和莱茵大公路德维希四世及其夫人爱丽丝公主的第五个孩子和第二个儿子，英国维多利亚女王的外孙。1873年，3歲的弗雷德里希因玩耍而摔出窗外，患有血友病的他因此夭折。

## 生平
弗里德里希王子是黑森大公路德维希四世的次子，小名“弗里蒂”。1873年2月不慎伤及耳朵，流血流了三天，被诊断患有血友病。同年5月与哥哥恩斯特·路德维希在母亲的房间玩耍时不慎跌落出窗外，从20英里（大雾）高的地方摔下，导致脑溢血，加上他是血友病患者，几小时后弗里德里希王子夭折。他的死使母亲爱丽丝公主和恩斯特·路德维希王子因此极度悲伤和沮丧。